# Кирил Гортински
Свештеномученик Кирил Гортински је био хришћански епископ, подвижник и светитељ.
Православна црква помиње светог Кирила Гортинског 22. јула.
Живљаше у време цара Максимијана и хегемона Агрипина. Једном, док је био на путу за манастир видео је како идолопоклоници приносе волове и овце на жртву идолима. Прекорио их је и рекао да је погрешно то што чине. Они су га због тога ухапсили и бацили у тамницу. У тамници, док се молио Богу, чуо је глас с неба: "Кирило, иди у Рим!" Ујутру врата тамничка су била отворена. Он је изашао и видео све идоле како леже поразбијани. 
Након тога свети Кирил је отишао у Рим, и тамо је проповедао Јеванђеље. Када је у Риму почео прогон хришћана он је отпутовао у Јерусалим. Након Јерусалима одлази на острво Крит. На острву Криту у граду Гортини изабран је за епископа, у шездесетој години живота. Када је и тамо почео прогон хришћана, свети Кирил је изведен на суд пред хегемона. Хегемон Агрипин је покушао да га наговори да се одрекне Исуса Христа. Али пошто он није пристаао на то, осуђен је на посечење мачем. Ставили су му узду у уста, попели га на таљиге, пошто од старости није могао ходати и тако га довели до места званог Ракса и ту су му одсекли главу.